# Lidetorps herrgård
Lidetorps herrgård är en herrgård i Nysunds socken i Degerfors kommun, mellan Degerfors och Åtorp.
Lidetorp ägdes på 1700-talet av släkten Strokirk, på 1800-talet av släkten Camitz och av författaren Sven Stolpe på 1940-talet.